# Angelicasäure
Angelicasäure, systematisch (Z)-2-Methyl-2-butensäure, ist eine ungesättigte und kurzkettige, methylverzweigte Fettsäure, eine Monocarbonsäure in der Gruppe der Alkensäuren. Sie kommt im Echten Engelwurz (Angelica archangelica) vor, aus dessen Wurzeln sie erstmals im Jahre 1842 von Ludwig Andreas Buchner isoliert wurde. Angelicasäure findet sich auch in anderen Doldenblütlern und anderen Pflanzenarten. Auch in Defensivsekreten bestimmter Laufkäfer ließ sich Angelicasäure nachweisen.
Die Substanz ist flüchtig, schmeckt sauer und hat einen beißenden Geruch. Bei Raumtemperatur liegt sie als kristalliner Feststoff vor. Die Kristallstruktur ist monoklin prismatisch.
Die isomere (E)-2-Methyl-2-butensäure wird auch Tiglinsäure genannt. Sie zählt wie die Tiglinsäure zu den Hemiterpenen d. h. Terpene die aus nur einer Isopreneinheit aufgebaut sind. Die Salze und Ester der Angelicasäure bezeichnet man als Angelate.
Angelicasäure fand früher als Beruhigungsmittel Verwendung.